# Werner Krenn
Werner Krenn (* 21. September 1943 in Wien) ist ein österreichischer Opernsänger (Tenor) und Schauspieler.

## Leben und Wirken
Krenn war schon als Kind Mitglied der Wiener Sängerknaben, mit denen er mehrere Tourneen in Europa und in Nordamerika machte. Er erhielt seine Ausbildung an der Musikakademie seiner Heimatstadt durch Elisabeth Rado und studierte dort Klavier, Violine, Fagott und Komposition. Anschließend ließ sich der Wiener zum lyrischen Tenor fortbilden. Sein Debüt gab Krenn in Salzburg, es folgten Gastverpflichtungen im In- und Ausland. 1971 wurde der Künstler an die Wiener Staatsoper verpflichtet. In den Jahren auf dem Höhepunkt seiner Karriere (1966 bis 1975) war Werner Krenn auch ein gefragter Gesangsgast im Rahmen festlicher Veranstaltungen oder Unterhaltungssendungen wie Die Drehscheibe im ZDF. Außerdem sah man ihn auch in der einen oder anderen Fernsehadaption beliebter Opern und Operetten.

## Filmografie
- 1966: Die Drehscheibe (drei Ausgaben)
- 1967: Festkonzert vor Papst Paul VI.
- 1967: Laßt Blumen sprechen!
- 1968: Der Barbier von Sevilla
- 1969: Die Entführung aus dem Serail
- 1971: Der Flaschenteufel
- 1972: Novae de infinito laudes
- 1973: Der Wildschütz
- 1975: Viktoria und ihr Husar